# Karina Bell
Karina Bell také Karen Gail Louise Parkov (26. září 1898 Hellerup Dánsko – 5. června 1979 Helsingør Dánsko) byla dánská herečka. Původně byla baletní tanečnice. Jejím mužem byl ředitel pivovaru Wiibroes Knud Parkov. Po svatbě užívala umělecké jméno Karina Bell.

## Filmografie
- David Copperfield (1922)
- Little Dorrit (1924)
- Mists of the Past (1925)
- Phantoms of Happiness (1929)
- 5 raske piger (1933)